# Kuortti
Kuortti är en tätort (finska: taajama) i Pertunmaa kommun i landskapet Södra Savolax i Finland. Vid tätortsavgränsningen den 31 december 2021 hade Kuortti 251 invånare och omfattade en landareal av 1,92 kvadratkilometer.
Riksväg 5 mellan Heinola och Sodankylä går förbi strax utanför Kuortti.